# Danzas y bailes étnicos de Guatemala
Las danzas y bailes étnicos de Guatemala surgen de una tradición multicultural, en donde los diferentes grupos étnicos, la mayoría de ellos descendientes de la civilización maya han preservado algunas danzas con elementos primogénitos de las originales y por otro lado han mezclado otras con elementos de bailes hispánicos traídos por los conquistadores. Con los demás grupos ha sucedido el mismo fenómeno de sincretismo cultural.

## Tipos

### Bailes indígenas
Los bailes tradicionales Indígenas comprenden las danzas indígenas sin elementos foráneos  como la Danza de la culebra, la Danza de los micos, el palo volador y el Baile Drama Rabinal Achí o el Varón de Rabinal. Las danzas con elementos foráneos como La Danza de la conquista, de los Costeños, de los Huehuechos y otras, además de la lista de bailes alegres que son una mezcla de ritmos modernos fusionados con bailes clásicos y populares de principios del siglo XX en adelante.

### Danzas catequizadoras

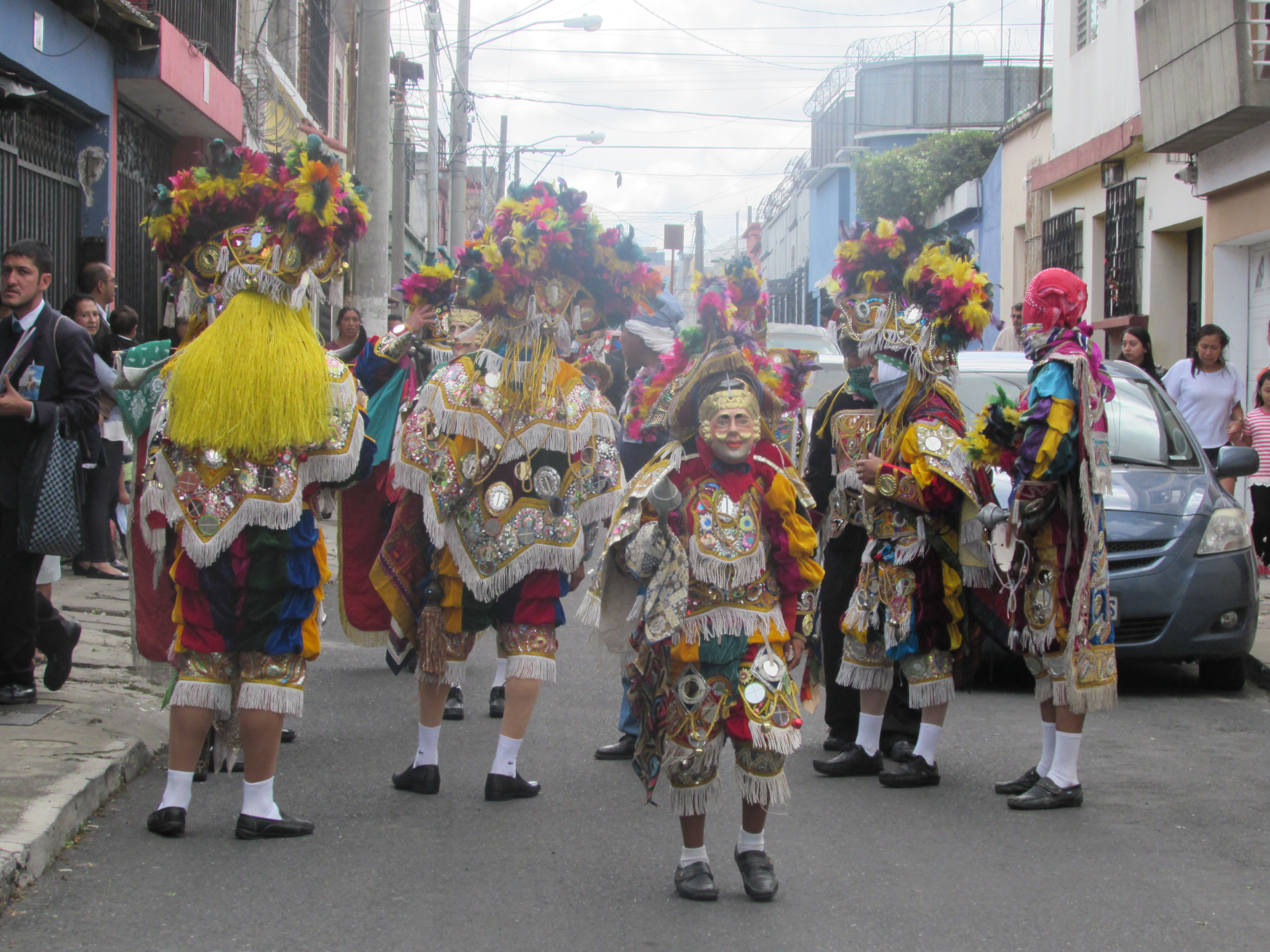
Los trajes de las danzas folclóricas guatemaltecas son una tradición centenaria. En esta foto se observa los trajes de los españoles.

Los frailes de la Orden de Predicadores compusieron varias danzas para facilitar el proceso de evangelización de los indígenas de la región; entre estos están:
- la danza  de los negritos

- El Baile de la Conquista: relato de cómo Pedro de Alvarado y la religión católica se impusieron durante la Conquista de Guatemala.[1]
- El Baile de Moros y Cristianos: relato de cómo los cristianos españoles vencieron a los moros durante la reconquista de España
- El Baile del Venado: celebración de la fiesta de la Inmaculada Concepción[2]